# Lost Years
Lost Years er en amerikansk stumfilm fra 1911.

## Medvirkende
- Francis X. Bushman - James Brown